# Virginia (Minnesota)
Virginia je město v americkém státě Minnesota v Saint Louis County v pásmu těžby železné rudy Mesabi. V roce 2010 zde žilo 8712 obyvatel. Podle vodárenské věže ve středu města získalo přezdívku "Queen City", případně "Queen City of the North".

## Poloha
Město se nachází 85 km severozápadně od Duluthu na křižovatce silnic U.S. Route 53 u U.S. Route 169.